# 次亜硝酸
次亜硝酸（じあしょうさん、英語: hyponitrous acid）は、化学式がH2N2O2 または、 HON=NOH の化合物である。ニトロアミド（ニトロアミン） H2N−NO2 の異性体で、アザノン HNO の二量体である。
次亜硝酸は、[ON=NO]2−アニオンを含む次亜硝酸塩と、[HON=NO]−アニオンを含む酸性次亜硝酸塩の2つの系列の塩を形成する。

## 構造と性質
trans体 と cis体の構造をとることができる。trans-次亜硝酸は白色の結晶を形成し、乾燥すると爆発する。水溶液中では、弱酸（pKa1 = 7.21, pKa2 = 11.54）であり、pH 1-3、25 ℃で半減期16日で亜酸化窒素と水に分解する。
{\displaystyle {\ce {H2N2O2 -> H2O + N2O}}}
この反応は可逆的ではないので、N2OはH2N2O2の無水物と考えるべきではない。
cis-体は知られていないが、そのナトリウム塩（次亜硝酸ナトリウム）が得られる。

## 合成
次亜硝酸 (trans) は、ジエチルエーテル中、次亜硝酸銀と無水塩酸から合成できる。 
{\displaystyle {\ce {Ag2N2O2 + 2 HCl -> H2N2O2 + 2 AgCl}}}
分光学的データから、得られた酸がtrans配置であることが示されている。
また、ヒドロキシルアミンと亜硝酸から合成することもできる。
{\displaystyle {\ce {NH2OH + HNO2 -> H2N2O2 + H2O}}}

## 生物学的観点
次亜硝酸レダクターゼは以下の化学反応を触媒する酵素である。
{\displaystyle {\ce {H2N2O2 + 2 NADH + 2 H+ <-> 2 NH2OH + 2 NAD+}}}